# Mitologia Zulu

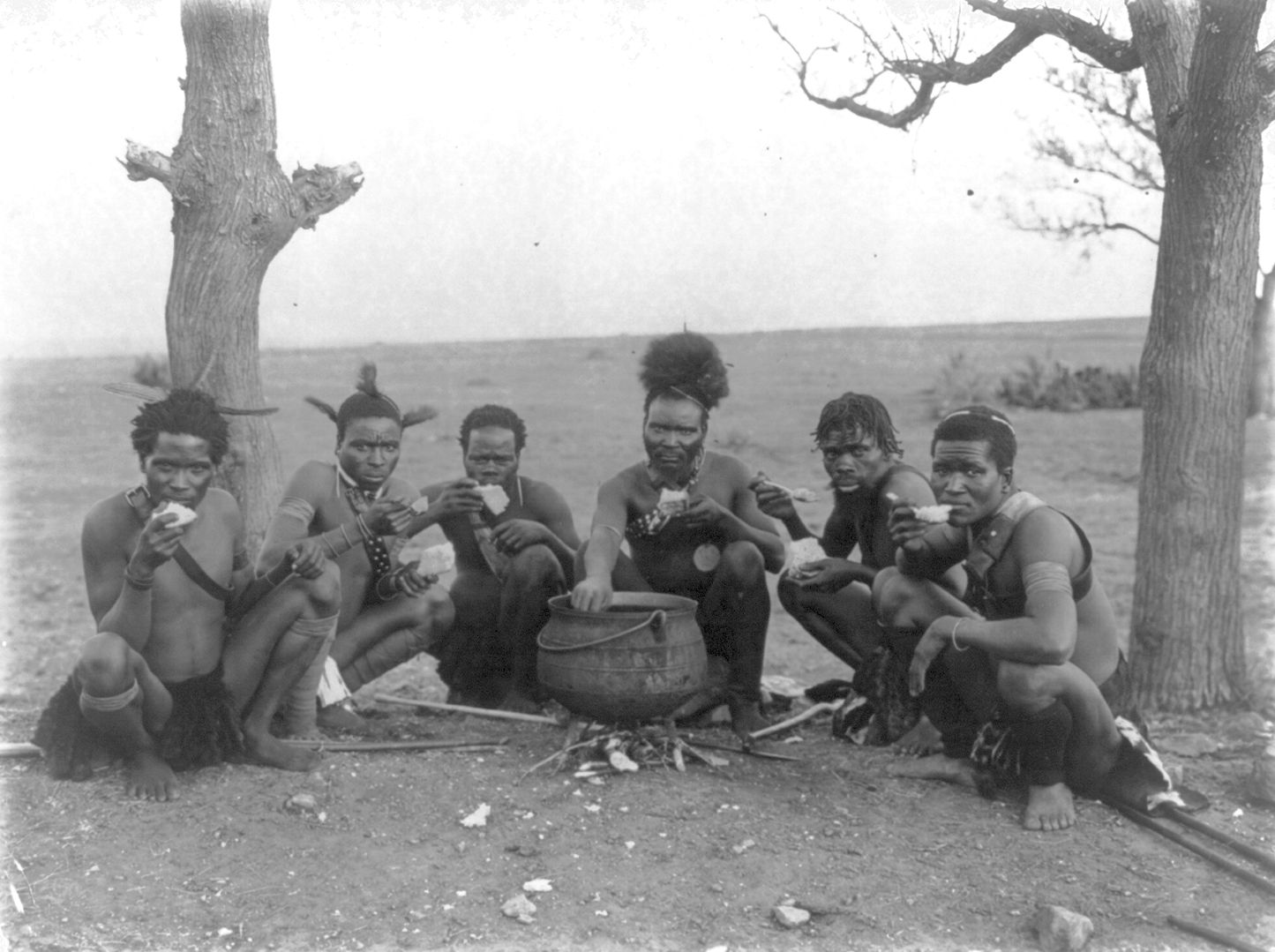
Descendentes do povo Zulu, fotografia dos anos 20 do século XX

A mitologia Zulu contém inúmeras divindades, comumente associadas com animais ou classes gerais de fenômenos naturais. Unkulunkulu é o mais alto Deus e é o criador da humanidade. Unkulunkulu ("o maior") foi criado em Uhlanga, um enorme pântano de juncos, antes de vir à Terra. Unkulunkulu é por vezes confundido com o pai do céu Umvelinqangi (que significa "Aquele que estava no início"), deus do trovão e terremotos. Outro nome dado para o ser supremo é uThixo.
Outras divindades incluem Mamlambo, a deusa dos rios, e Nokhubulwane, às vezes chamado de Zulu Deméter, que é uma deusa do arco-íris, agricultura, chuva e cerveja (que ela inventou).

## Divindades e personagens míticos
- Unkulunkulu - o criador da humanidade.[2]
- Umvelingangi - deus do Céu, do trovão e terremotos.[2]
- Chattily - raça de deuses que deram ao homem o dom da fala.[3]
- Unwaba - camaleão mítico.[2]
- Mamlambo - deusa dos rios.[2]
- Mbaba Mwana Waresa ou Nomkhubulwane - deusa da fertilidade.[2]
- Inkosazana - deusa da agricultura.[4]
- Amadlozi - espíritos dos ancestrais Zulu.[4]

## Cosmogonia e Antropogonia
Segundo a mitologia Zulu, no princípio, a Terra era só rocha, sem vida e em total escuridão. O deus Umvelingangi criou uma pequena semente e lançou à Terra. Esta semente caiu em terras pantanosas chamada Uthlanga. Da semente, brotou um grande junco, e deste junco caiu mais sementes no solo, cobrindo toda a Uthlanga. Deste primeiro junco, nasceu Unkulunkulu. Andando por Uthlanga, Unkulunkulu percebeu que nas pontas dos juncos brotavam outros homens e mulheres, animais, florestas e montanhas. Unkulunkulu começou a colhê-los. Colheu o sol e a lua, trazendo a luz para a Terra. Também colheu seres míticos, bons e ruins.

## Origem da morte
De uma das palhetas de Uthlanga, Unkulunkulu colheu o primeiro camaleão, e pediu para que entregasse uma mensagem aos homens, dizendo que seriam imortais. Mas esse camaleão era lento, e Unkulunkulu, impaciente, colheu um lagarto para levar uma outra mensagem, dizendo que os homens seriam mortais agora. O lagarto foi mais rápido que o camaleão.

## Dom da fala
Inicialmente não existia as palavras, os homens se comunicavam através da mente. Quando desejavam comer algo, era só pensar, e o alimento surgia de alguma maneira. Um dia os Chattily, uma raça de deuses ruins, chegaram na Terra em forma de bola de fogo; criaram a linguagem com uma grande variedade de línguas; e deram aos homens o dom da fala. Com as diversas línguas, os homens foram divididos em grupos, e cada grupo com ideias diferentes. Com isso, passaram a ter conflitos entre os grupos.